# Binińskie Huby
Binińskie Huby (prononciation : [biˈniɲskʲɛ ˈxubɨ]) est un village polonais de la gmina d'Ostroróg dans le powiat de Szamotuły de la voïvodie de Grande-Pologne dans le centre-ouest de la Pologne.
Il se situe à environ 6 km à l'ouest d'Ostroróg (siège de la gmina), 15 km à l'ouest de Szamotuły (siège du powiat), et à 46 km au nord-ouest de Poznań (capitale de la Grande-Pologne).

## Histoire
De 1975 à 1998, le village faisait partie du territoire de la voïvodie de Poznań.

Depuis 1999, Binińskie Huby est situé dans la voïvodie de Grande-Pologne.